# What Are You Looking For
"What Are You Looking For" é uma canção escrita por Emma Anzai, Antonina Armato, Tim James, Shimon Moore, gravada pela banda Sick Puppies.
É o terceiro single do segundo álbum de estúdio, lançado a 3 de Abril de 2007, Dressed Up as Life.
| Parada (2008)                      | Posições |
| ---------------------------------- | -------- |
| Estados Unidos - Alternative Songs | 20       |